# Laurette Taylor
Laurette Taylor (1 de abril de 1884 – 7 de diciembre de 1946) fue una actriz teatral y cinematográfica estadounidense de la época del cine mudo.

## Vida personal
Su verdadero nombre era Helen Loretta Cooney (aunque se han sugerido otros nombres de nacimiento), y nació en Nueva York en una familia de origen irlandés católico.
Ella se casó con su primer marido, Charles A. Taylor, hacia 1900, con 16 años de edad, y tuvieron dos hijos, Dwight y Marguerite, pero se divorciaron en 1910. En 1912 se casó con el dramaturgo de origen británico J. Hartley Manners, autor de la obra Peg o' My Heart, un éxito para Taylor, que viajó por todo el país representándola. Basada en una popular novela de Mary O'Hara, el éxito de la obra inspiró una versión cinematográfica en 1922, protagonizada por Taylor y dirigida por King Vidor. Taylor siguió casada con Manners hasta la muerte de él en 1928.
Parece ser que la actriz era bisexual, y habría tenido una relación con la también actriz Eva Le Gallienne en los primeros años de la década de 1920. También ha sido relacionada con la Tallulah Bankhead, pero este romance se basaría en rumores de Hollywood.

## Aplauso de la crítica

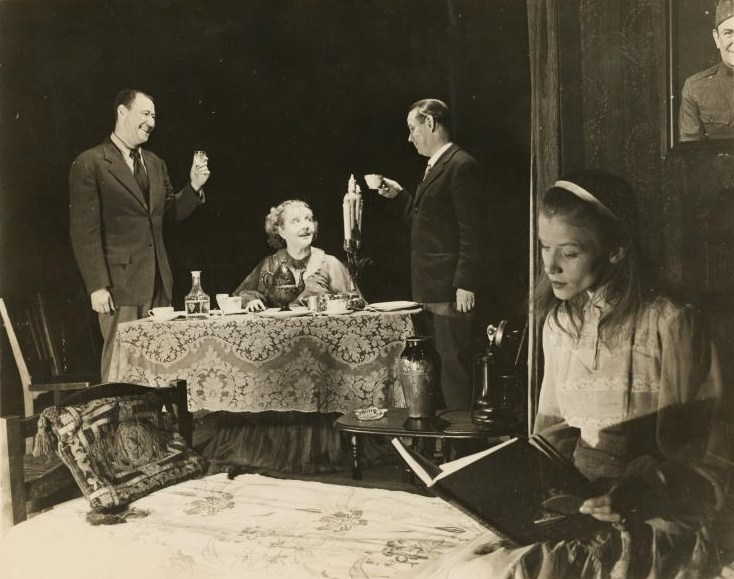
De izquierda a derecha: Anthony Ross, Laurette Taylor, Eddie Dowling y Julie Haydon en la obra El zoo de cristal, de Tennessee William.

Taylor empezó a ganarse a la crítica virtualmente desde su primera actuación conocida en Broadway con The Great John Ganton en 1908, y edificó su reputación gracias a producciones teatrales como The Ringmaster, Alias Jimmy Valentine, Seven Sisters, Lola, y The Bird of Paradise. Peg o' My Heart, representada en Broadway entre el 20 de diciembre de 20 a mayo de 1912 (un total de 603 funciones), cimentó su fama. Hizo giras con la obra, la cual se reestrenó en Broadway en el Teatro Cort el 14 de febrero de 1921, con un total de 692 funciones. Consiguió un gran éxito con otros títulos tales como Out There, One Night in Rome, The Wooing of Eve y la producción especial Laurette Taylor in Scenes From Shakespeare. En la última se representaban escenas de Romeo y Julieta, El mercader de Venecia, y La fierecilla domada.
Sin embargo, poco se conserva del trabajo cinematográfico de Taylor. En 1924 Taylor protagonizó la versión en cine de otro éxito teatral de su marido. Happiness, dirigida por King Vidor, tenía en el reparto a Hedda Hopper y Pat O'Malley. El mismo año Taylor trabajó en otra versión de una obra de Manners, One Night In Rome, en la cual hacía un doble papel, el de Duquesa Mareno y Madame Enigme.
Laurette Taylor fue alcohólica muchos años, una condición que limitó enormemente sus actuaciones a partir de los últimos años veinte. En 1938 encabezó el reparto de una reposición de Outward Bound, y no volvió a actuar hasta 1945, en El zoo de cristal, de Tennessee Williams, una interpretación por la que recibió críticas entusiastas.
El alcoholismo ciertamente contribuyó a su fallecimiento a causa de una trombosis coronaria a los 62 años de edad en Nueva York. Fue enterrada en el Cementerio Woodlawn de dicha ciudad.